# Угода Сайкса — Піко

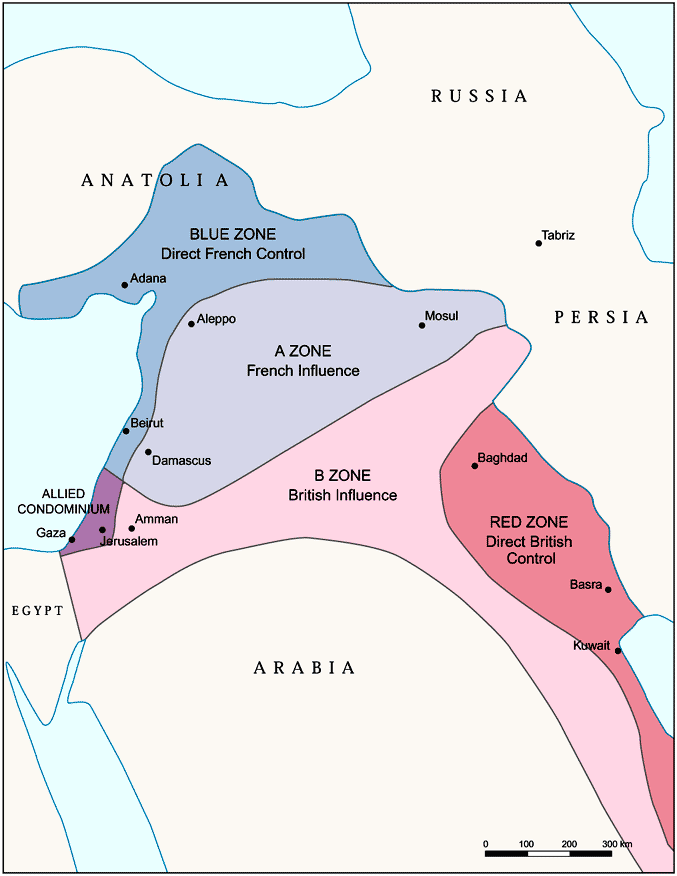
Британські та французькі «сфери впливу» у регіоні за угодою Сайкса — Піко

Угода Сайкса — Піко — угода, укладена між Великою Британією та Францією про розподіл азійських, переважно арабських, володінь Османської імперії. Підготовлена англійським дипломатом Марком Сайксом та французьким дипломатом Франсуа Жорж-Піко. Угода була узгоджена із російським царським урядом у березні 1916 р., укладена в Лондоні у формі обміну нотами 9—16 травня 1916 р.

## Основні положення
Передбачала встановлення панування (у формі прямої анексії і «сфер впливу»):
- Великої Британії — в Іраку та Зайорданні, а також в деяких князівствах Аравійського півострова;
- Франції — в Лівані, Сирії, Північному Іраку, Південно-Східній Анатолії.
- над Палестиною (крім Хайфа та Александретти, що відходили до Великої Британії) встановлювалось міжнародне управління, конкретні форми якого повинні були визначатися пізніше.

## Наслідки
Цією угодою Велика Британія порушила своє зобов'язання про створення незалежної арабської держави, зафіксоване в угоді, оформленій у вигляді обміну листами між британським верховним комісаром в Єгипті Мак-Магоном і правителем Мекки Хусейном.
Після закінчення Першої світової війни угоду було змінено на користь Великої Британії підписанням Севрського мирного договору у 1920. Але реалізація угоди щодо турецьких територій була зірвана Жовтневою революцією в Росії та перемогою Кемалістської революції в Туреччині.